# Pouteria
Pouteria Aubl., 1775 è un genere di piante appartenente alla famiglia delle Sapotacee.

## Distribuzione e habitat
Il genere ha la massima espressione di biodiversità nell'America tropicale, con poche specie in Africa (Camerun) e Asia (Indonesia).

## Tassonomia
Il genere comprende le seguenti specie:
- Pouteria alvesii Alves-Araújo
- Pouteria amapaensis Pires & T.D.Penn.
- Pouteria amazonica Radlk.
- Pouteria ambelaniifolia (Sandwith) T.D.Penn.
- Pouteria amygdalicarpa (Pittier) T.D.Penn.
- Pouteria amygdalina (Standl.) Baehni
- Pouteria andarahiensis T.D.Penn.
- Pouteria anomala (Pires) T.D.Penn.
- Pouteria anteridata T.D.Penn.
- Pouteria arcuata T.D.Penn.
- Pouteria areolatifolia Lundell
- Pouteria aristata (Britton & P.Wilson) Baehni
- Pouteria atabapoensis (Aubrév.) T.D.Penn.
- Pouteria atlantica Alves-Araújo & M.Alves
- Pouteria aubrevillei Bernardi
- Pouteria aurea T.D.Penn.
- Pouteria austin-smithii (Standl.) Cronquist
- Pouteria baehniana Monach.
- Pouteria bangii (Rusby) T.D.Penn.
- Pouteria bapeba T.D.Penn.
- Pouteria belizensis (Standl.) Cronquist
- Pouteria benai (Aubrév. & Pellegr.) T.D.Penn.
- Pouteria bilocularis (H.J.P.Winkl.) Baehni
- Pouteria bonneriana Bernardi
- Pouteria brachyandra (Aubrév. & Pellegr.) T.D.Penn.
- Pouteria bracteata T.D.Penn.
- Pouteria brevensis Pires
- Pouteria brevipetiolata T.D.Penn.
- Pouteria briocheoides Lundell
- Pouteria buenaventurensis (Aubrév.) Pilz
- Pouteria bullata (S.Moore) Baehni
- Pouteria butyrocarpa (Kuhlm.) T.D.Penn.
- Pouteria caimito (Ruiz & Pav.) Radlk.
- Pouteria calistophylla (Standl.) Baehni
- Pouteria campanulata Baehni
- Pouteria canaimaensis T.D.Penn.
- Pouteria capacifolia Pilz
- Pouteria cayennensis (A.DC.) Eyma
- Pouteria celebica Erlee
- Pouteria chiricana (Standl.) Baehni
- Pouteria chocoensis (Aubrév.) T.D.Penn.
- Pouteria cicatricata T.D.Penn.
- Pouteria ciliata Alves-Araújo & M.Alves
- Pouteria cinnamomea (Diels) Baehni
- Pouteria citriodora Alves-Araújo
- Pouteria cladantha Sandwith
- Pouteria coelomatica Rizzini
- Pouteria collina (Little) T.D.Penn.
- Pouteria condorensis T.D.Penn.
- Pouteria confusa Alves-Araújo & M.Alves
- Pouteria cordiformis T.D.Penn.
- Pouteria coriacea (Pierre) Pierre
- Pouteria crassiflora Pires & T.D.Penn.
- Pouteria cubensis Baehni
- Pouteria cuspidata (A.DC.) Baehni
- Pouteria decorticans T.D.Penn.
- Pouteria decussata (Ducke) Baehni
- Pouteria deliciosa T.D.Penn.
- Pouteria dictyoneura (Griseb.) Radlk.
- Pouteria egregia Sandwith
- Pouteria elegans (A.DC.) Baehni
- Pouteria ephedrantha (A.C.Sm.) T.D.Penn.
- Pouteria ericoides T.D.Penn.
- Pouteria erythrochrysa T.D.Penn.
- Pouteria espinae (Standl.) Baehni
- Pouteria eugeniifolia (Pierre) Baehni
- Pouteria euryphylla (Standl.) Baehni
- Pouteria exfoliata T.D.Penn.
- Pouteria exstaminodia Pires & T.D.Penn.
- Pouteria filiformis T.D.Penn.
- Pouteria filipes Eyma
- Pouteria fimbriata Baehni
- Pouteria flavilatex T.D.Penn.
- Pouteria fossicola Cronquist
- Pouteria foveolata T.D.Penn.
- Pouteria fragrans (Pierre) Dubard
- Pouteria franciscana Baehni
- Pouteria freitasii T.D.Penn.
- Pouteria fulva T.D.Penn.
- Pouteria furcata T.D.Penn.
- Pouteria gabrielensis (Gilly ex Aubrév.) T.D.Penn.
- Pouteria gallifructa Cronquist
- Pouteria gardneri (Mart. & Eichler) Baehni
- Pouteria gardneriana (A.DC.) Radlk.
- Pouteria gigantea (Diels) Pilz
- Pouteria glauca T.D.Penn.
- Pouteria glomerata (Miq.) Radlk.
- Pouteria gomphiifolia (Mart. ex Miq.) Radlk.
- Pouteria gongrijpii Eyma
- Pouteria gracilis T.D.Penn.
- Pouteria grandis Eyma
- Pouteria guianensis Aubl.
- Pouteria hexastemon Baehni
- Pouteria hotteana (Urb. & Ekman) Baehni
- Pouteria izabalensis (Standl.) Baehni
- Pouteria jariensis Pires & T.D.Penn.
- Pouteria juruana K.Krause
- Pouteria kaieteurensis T.D.Penn.
- Pouteria kossmanniae C.C.Vasconcelos & Terra-Araujo
- Pouteria krukovii (A.C.Sm.) Baehni
- Pouteria laevigata (Mart.) Radlk.
- Pouteria latianthera T.D.Penn.
- Pouteria lecythidicarpa P.E.Sánchez & Poveda
- Pouteria leptopedicellata Pilz
- Pouteria longifolia (Mart. & Eichler) T.D.Penn.
- Pouteria lucens (Mart. & Miq.) Radlk.
- Pouteria lucida (H.J.Lam) Baehni
- Pouteria lucumifolia (Reissek ex Maxim.) T.D.Penn.
- Pouteria macahensis T.D.Penn.
- Pouteria macrocarpa (Mart.) D.Dietr.
- Pouteria maguirei (Aubrév.) T.D.Penn.
- Pouteria manaosensis (Aubrév. & Pellegr.) T.D.Penn.
- Pouteria mattogrossensis (Pilg.) Baehni
- Pouteria maxima T.D.Penn.
- Pouteria megaphylla T.D.Penn.
- Pouteria melanopoda Eyma
- Pouteria micrantha (Urb.) Baehni
- Pouteria microstrigosa T.D.Penn.
- Pouteria minima T.D.Penn.
- Pouteria mongaguensis Mattos
- Pouteria nemorosa Baehni
- Pouteria nordestinensis Alves-Araújo & M.Alves
- Pouteria nudipetala T.D.Penn.
- Pouteria oblanceolata Pires
- Pouteria obscura (Huber) Baehni
- Pouteria opposita (Ducke) T.D.Penn.
- Pouteria oppositifolia (Ducke) Baehni
- Pouteria orinocoensis (Aubrév.) T.D.Penn.
- Pouteria oxyedra (Miq.) Baehni
- Pouteria oxypetala T.D.Penn.
- Pouteria pachycalyx T.D.Penn.
- Pouteria pachyphylla T.D.Penn.
- Pouteria pallens T.D.Penn.
- Pouteria pallida (C.F.Gaertn.) Baehni
- Pouteria pariry (Ducke) Baehni
- Pouteria penicillata Baehni
- Pouteria pentamera T.D.Penn.
- Pouteria peruviensis (Aubrév.) Bernardi
- Pouteria petiolata T.D.Penn.
- Pouteria pimichinensis T.D.Penn.
- Pouteria pisquiensis Baehni
- Pouteria platyphylla (A.C.Sm.) Baehni
- Pouteria plicata T.D.Penn.
- Pouteria polycarpa (Rusby) Baehni
- Pouteria polysepala T.D.Penn.
- Pouteria procera (Mart.) K.Hammer
- Pouteria puberula T.D.Penn.
- Pouteria pubescens (Aubrév. & Pellegr.) T.D.Penn.
- Pouteria pullei Eyma
- Pouteria putamen-ovi T.D.Penn.
- Pouteria quicheana Cronquist
- Pouteria ramiflora (Mart.) Radlk.
- Pouteria resinosa T.D.Penn.
- Pouteria reticulata (Engl.) Eyma
- Pouteria retinervis T.D.Penn.
- Pouteria rhynchocarpa T.D.Penn.
- Pouteria rigida (Mart. & Eichler) Radlk.
- Pouteria rigidopsis Monach. ex T.D.Penn.
- Pouteria rodriguesiana Pires & T.D.Penn.
- Pouteria rostrata (Huber) Baehni
- Pouteria rufotomentosa (Lundell) T.D.Penn.
- Pouteria sagotiana (Baill.) Eyma
- Pouteria samborae Alves-Araújo & Mônico
- Pouteria sambuensis (Pittier) Baehni
- Pouteria sapota (Jacq.) H.E.Moore & Stearn
- Pouteria scabritesta T.D.Penn.
- Pouteria sclerocarpa (Pittier) Cronquist
- Pouteria scrobiculata Monach. ex T.D.Penn.
- Pouteria semecarpifolia (Pierre ex Duss) Pierre
- Pouteria sessilis T.D.Penn.
- Pouteria silvestris T.D.Penn.
- Pouteria simulans Monach.
- Pouteria singularis T.D.Penn.
- Pouteria sipapoensis T.D.Penn.
- Pouteria spicata J.F.Morales
- Pouteria squamosa Cronquist
- Pouteria stenophylla Baehni
- Pouteria stipitata Cronquist
- Pouteria stipulifera T.D.Penn.
- Pouteria stylifera T.D.Penn.
- Pouteria subcaerulea Pierre ex Dubard
- Pouteria subrotata Cronquist
- Pouteria subsessilifolia Cronquist
- Pouteria surumuensis Baehni
- Pouteria synsepala Popovkin & A.D.Faria
- Pouteria tarapotensis (Eichler ex Pierre) Baehni
- Pouteria tarumanensis Pires
- Pouteria tenuisepala Pires & T.D.Penn.
- Pouteria torta (Mart.) Radlk.
- Pouteria trifida Alves-Araújo & M.Alves
- Pouteria trigonosperma Eyma
- Pouteria trilocularis Cronquist
- Pouteria triplarifolia C.K.Allen ex T.D. Pennington
- Pouteria ucuqui Pires & R.E.Schult.
- Pouteria undulatifolia Rizzini
- Pouteria validinervis (Sleumer) Baehni
- Pouteria velutinicarpa Alves-Araújo & M.Alves
- Pouteria vernicosa T.D.Penn.
- Pouteria virescens Baehni
- Pouteria viridis (Pittier) Cronquist
- Pouteria williamii (Aubrév. & Pellegr.) T.D.Penn.